# 布兰登·泰勒 (1994年1月)
布兰登·查尔斯·马利克·泰勒（1994年1月8日—）為美國男子籃球運動員，他的籃球是由導師羅西·瓦倫丁（Rosi Valentine）所教導，泰勒就讀太平洋山學校最後一年時以場均19.8分、7.5助攻、3.8籃板的表現率領球隊奪得加州冠軍，個人獲選加州校际联盟4A分區年度最佳球員，2012年4月泰勒與犹他大学簽署意向書。在犹他大学就讀四年以後，泰勒於2016年8月與匈牙利球隊阿爾巴費赫瓦簽約。
2019年6月12日，費利切斯坎多內宣布簽下泰勒。7月5日，據報在費利切斯坎多內出現財務問題後泰勒已離開球隊。
2022年9月28日，中国男子篮球职业联赛宁波火箭宣布與泰勒完成簽約。10月3日，宁波火箭完成註冊泰勒。2023年8月1日，曼雷薩宣布簽下泰勒。2024年8月19日，科魯尼亞宣布簽下泰勒。

## 外部連結
- 布兰登·泰勒在fiba.basketball（英语）
- 布兰登·泰勒在西班牙篮球甲级联赛官網（球員）（西班牙语）
- 布兰登·泰勒在法國籃球甲級聯賽官網（法语）
- 布兰登·泰勒在意大利篮球甲级联赛官網（意大利语）
- 布兰登·泰勒在中国男子篮球职业联赛官網
- 布兰登·泰勒在Basketball-Reference.com（國際）（英语）
- 布兰登·泰勒在Sports-Reference.com（NCAA）（英语）
- 布兰登·泰勒在Eurobasket.com（球員）（英语）
- 布兰登·泰勒在Proballers（英语）
- 布兰登·泰勒在RealGM（英语）
- 布兰登·泰勒在中国篮球数据库